# Nicolás de Ovando
 (novembre 2009).
Pour l’article homonyme, voir Ovando.
Nicolás de Ovando est un noble, soldat et administrateur colonial espagnol, né à Brozas vers 1451 ou 1460 et mort à Madrid le 29 mai 1511. Chevalier de l'ordre d'Alcántara, il fut gouverneur d'Hispaniola de 1502 à 1509.

## Biographie

### Jeunesse
Nicolas de Ovando est né en 1460 à Brozas en Estrémadure. Issu d'une famille noble et pieuse, il entre dans l'ordre militaire d'Alcántara dont il devient maître. Selon Las Casas, il est « un homme prudent, juste et honorable. »

### Choisi comme gouverneur
En tant que chef et croyant, il est très apprécié des rois catholiques espagnols et en particulier par la reine Isabelle de Castille. Ainsi, le 3 septembre 1501, la Couronne espagnole décide-t-elle de remplacer Francisco de Bobadilla et de nommer Ovando gouverneur des Indes occidentales à la suite des plaintes de Christophe Colomb.

### Expédition aux Amériques
Le 13 février 1502, il embarque avec une flotte de trente navires. Il s'agit de la plus grande flotte qui ait jamais navigué vers le Nouveau Monde. 
Celle-ci emmène 2 500 colons, contrairement à ceux qui partirent avec Colomb, ce groupe a été sélectionné pour sa représentativité de la société espagnole. Ovando envisage de développer économiquement les Indes occidentales et d'étendre l'influence politique, religieuse et administrative de l'Espagne dans cette région. Sur l'un de ces navires, se trouve Bartolomé de las Casas qui sera plus tard connu comme le « Protecteur des Indiens. »

### Activités de gouverneur
Quand Ovando arrive à Hispaniola en 1502, il trouve les indigènes en pleine révolte. Il réprime durement la rébellion par une série de campagnes sanglantes. Le gouvernement d'Ovando à Hispaniola est d'une grande cruauté envers les Indiens.  
Dès son arrivée, Ovando ordonne la première importation dans les Amériques d'esclaves d'origine africaine parlant espagnol (appelés ladinos). L'élite espagnole commande un petit nombre d'esclaves afin de les utiliser comme serviteurs dans leurs demeures mais la plupart des esclaves sont employés dans les champs de canne à sucre dont des plants ont été importés des îles Canaries.
Ovando développe aussi l'industrie minière, fonde plusieurs villes sur Hispaniola, et envoie des expéditions d'exploration.
C'est depuis Hispaniola qu'il administre les territoires insulaires et la région connue sous le nom de « Tierra Firme » (Terre ferme), dont il promeut aussi la colonisation. 

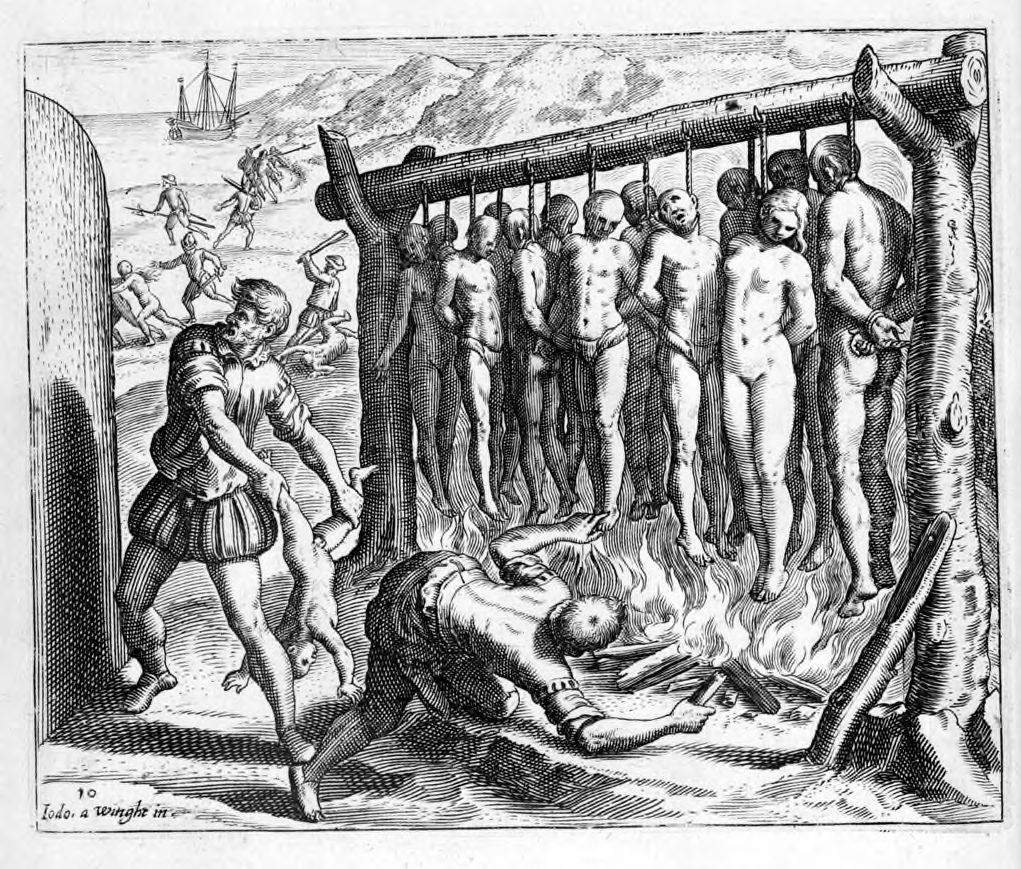
Colonisateurs espagnols attaquant un village amérindien, gravure de Théodore de Bry, fin du XVIe siècle.

La Couronne d'Espagne n'est pas seulement intéressée à utiliser les indigènes pour la production de nourriture, mais aussi d'exploiter leur travail pour l'extraction de l'or dans les mines environnantes. Le 20 décembre 1503, la reine Isabelle signe un décret légalisant la répartition des Indiens entre les colons espagnols. Il s'agit là de l'origine de l’Encomienda.
Nicolás de Ovando fait appliquer le décret de manière autoritaire et cruelle pour les indigènes. Il dirige lui-même les troupes espagnoles contre les Indiens Tainos qu'ils déciment. Les survivants deviennent esclaves des colons espagnols. Selon Las Casas, il est « digne de gouverner bien des peuples, mais pas des Indiens ». Et López de Gómara d'ajouter : « Ovando pacifia la province de Xaragua en brûlant quarante chefs indigènes et en pendant le cacique Guaorocuya et sa tante Anacoana... femme autoritaire et dissolue de cette île ».
La population indigène décroît de façon alarmante et la reine Isabelle s'en inquiète et, au moment de sa mort, en 1504, elle exprime la volonté que soit puni le gouverneur Ovando. En effet, lorsque les Espagnols arrivèrent en 1492, la population indigène d'Hispaniola était estimée à 500 000 personnes. Selon un recensement effectué en 1507, ils ne sont plus que 60 000.
Ce n'est que cinq ans plus tard, en 1509 qu'Ovando est rappelé en Espagne par le roi Ferdinand, qui tient ainsi la promesse qu'il fit à son épouse sur son lit de mort. C'est Diego Colomb qui succède à Ovando mais ce dernier conserve cependant toutes ses possessions et propriétés.
Il meurt le 29 mai 1511 à Madrid et est enterré dans l'église de San Benito de Alcántara.